# Pertuisane
 (février 2022).
Si vous disposez d'ouvrages ou d'articles de référence ou si vous connaissez des sites web de qualité traitant du thème abordé ici, merci de compléter l'article en donnant les références utiles à sa vérifiabilité et en les liant à la section « Notes et références ».
Une pertuisane est une lance dont le fer se divise à sa base, principalement utilisée en Europe entre le XVe siècle et le XVIIIe siècle.

## Description
En général, le fer se sépare en trois parties, une ayant un fer en forme de croissant de lune, une autre ayant un fer de lance standard, et une autre dont le fer était une pointe effilée ou, plus rarement, un bec de corbin, fait pour percer les armures de plates.
Elle permet de briser les gardes des adversaires, ou de prendre à la gorge, de sectionner les jarrets des chevaux, de planter ou de trancher devant et sur les côtés. La pertuisane était souvent « flamberge », c’est-à-dire qu'elle avait une lame semblable au kriss, en « zigzag », ce qui avait plus le don de faire peur que d'augmenter l'efficacité de l'arme.

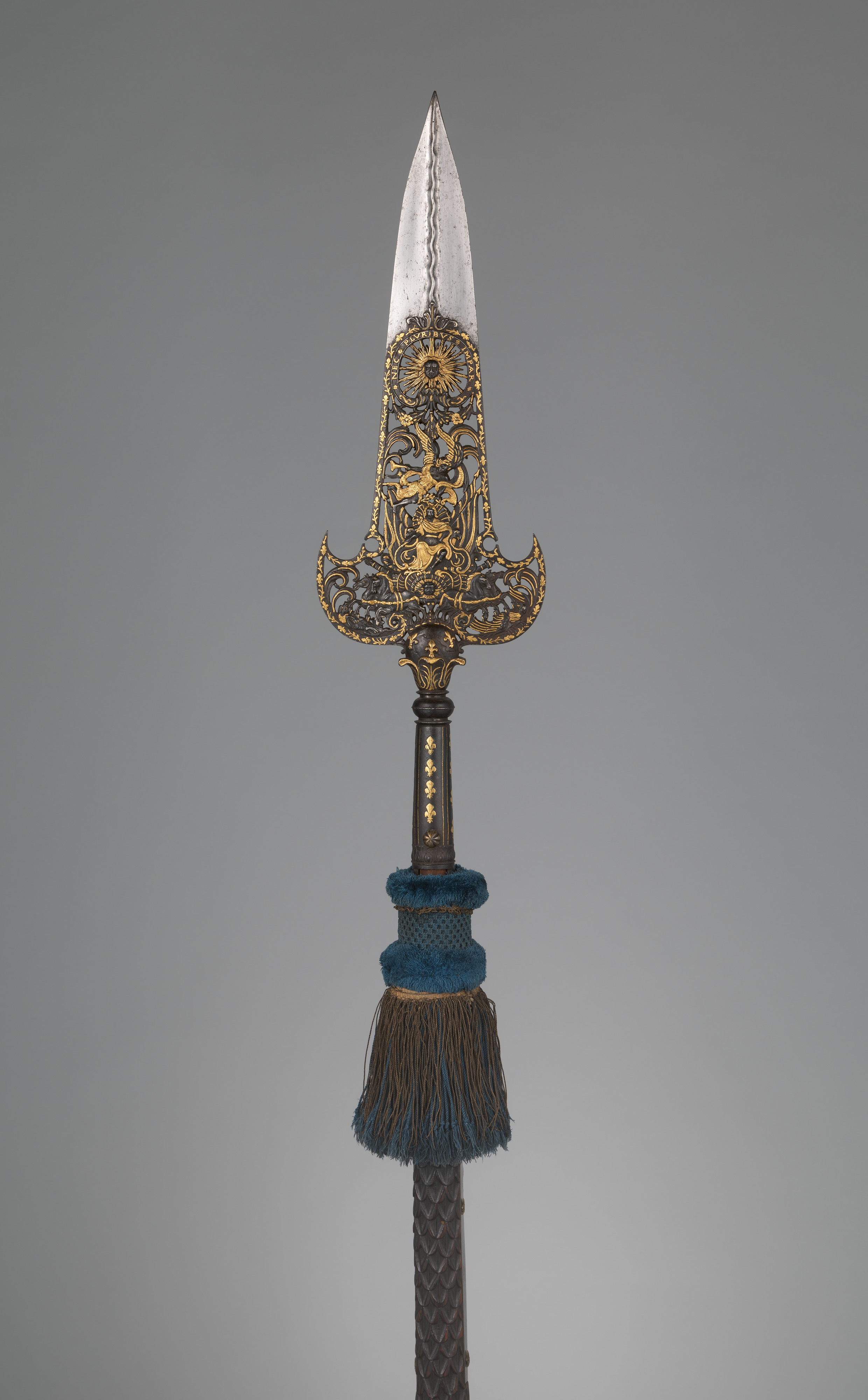
Pertuisane d'un Garde de la Manche, commandée par Louis XIV en 1679.

La pertuisane est apparue en Italie, où elle fut souvent utilisée, emmanchée sur des hampes de 2 à 4 mètres. Très répandu en Corse au XVe siècle, son évolution aurait pu donner la corsèque,.

## Utilisation

### Dans l'armée française
Conscient des limites des pertuisanes face aux piques et aux mousquets sur les champs de bataille, Louis XIV interdit leur utilisation dans les régiments d'infanterie, par ordonnance, le 25 février 1670.
Les pertuisanes ne disparaissent toutefois pas complètement de l'infanterie française. En effet, à partir du début du XVIIIe siècle, elles dotent certains officiers subalternes à la place de la hallebarde,. Les pertuisanes servent alors d'insigne de commandement, notamment pour les sergents d'armes, (au même titre que les espontons pour les officiers), et permettent à leurs propriétaires de faire respecter l'alignement, et de mesurer l'écart entre les rangs des soldats. La longueur des pertuisanes est alors la même que celles des hallebardes qu'elles remplacent, six pieds et demi, soit un peu plus de deux mètres.
L'utilisation des pertuisanes par les sous officiers fait débat pendant la première moitié du XVIIe siècle. Celles-ci sont abandonnées par ordonnance le 1er janvier 1766, lorsque les sergents et les officiers sont dotés de fusils.
La pertuisane (conjointement avec la hallebarde) reste utilisée au sein de la marine royale à la fin du XVIIe siècle.

## Unités équipées de pertuisanes
Bien qu'ayant disparu de l'équipement des soldats sur les champs de bataille au cours du XVIIe siècle, la pertuisane a servi d'arme de cérémonie à certaines unités, notamment chargées de la garde du souverain.

### France
- Les Gardes de la Manche[10].

### Royaume-Uni
- Les Yeomen of the Guard (en), jusqu'à nos jours.
- Les Yeomen Warders, en grand uniforme, jusqu'à nos jours.

### Vatican
- Garde suisse pontificale pour les caporaux.